# Aleksandr Rogozjkin
Aleksandr Rogozjkin (russisk: Алекса́ндр Влади́мирович Рого́жкин) (født 3. oktober 1949 i Sankt Petersborg i Sovjetunionen, død 23. oktober 2021 i Sankt Petersborg i Rusland) var en sovjetisk filminstruktør og manuskriptforfatter.

## Filmografi
- Vagten (Караул, 1990)[1][2]
- Tjekist (Чекист, 1992)
- Osobennosti natsionalnoj okhoty (Особенности национальной охоты, 1995)
- Osobennosti natsionalnoj rybalki (Особенности национальной рыбалки, 1998)
- Osobennosti natsionalnoj okhoty v zimnij period (Особенности национальной охоты в зимний период, 2000)
- Kukusjka (Кукушка, 2002)
- Peregon (Перегон, 2006)